# خيط أريادني

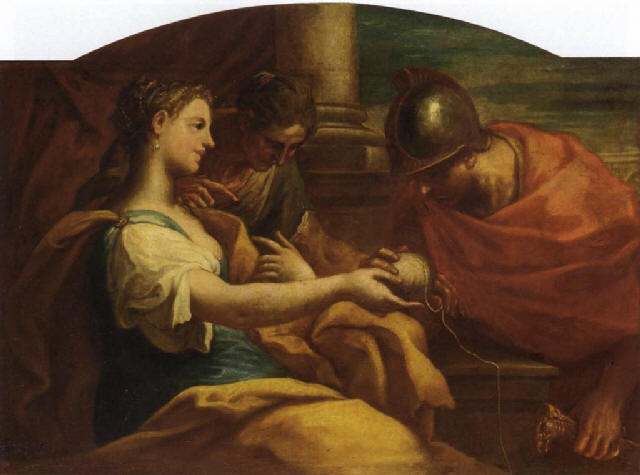

خيط أريادني (بالإنجليزية: Ariadne's thread ) المأخوذ من أسطورة أريادني، هو تحليل منطفي لحل عدة مشكلات في آن واحد. 

## الأسطورة
في عام 450 ق م، كان لدى الملك مينو (Mino) في جزيرة كريت، وحش يسمى مينوتور (Minotaur). في هيئة نصف إنسان ونصف ثور. يتغذى على لحوم البشر. كان الوحش يعيش في متاهة معقدة. إذا دخلها إنسان، لا يستطيع الخروج منها أبدا.
كل عام يطلب الملك مينو من ملك أثينا (Athens)، أن يرسل له سبعة شبان وسبع صبايا أجمل ما في البلاد، لكي يطلقهم عنوة في المتاهة. فيبتلعهم الوحش واحدا بعد الآخر.
كان ابن ملك أثينا شابا يدعى ثيسيوس (Theseus). طلب الشاب من أبيه الملك أن يكون أحد الشبان الذين سوف يرسلهم في عامهم الجديد مع الصبايا إلى جزيرة كريت، لكي يلتهمهم الوحش مينوتور. على أمل أنه قد يستطيع أن يخلص البلاد من هذه المحنة. بعد تردد، وافق الملك.
عندما رأت الأميرة أريادني (Ariadne)، ابنة الملك مينو، الشاب الوسيم ثيسيوس، وقعت في حبه على الفور. باحت أريادني بحبها لثيسيوس، وأعطته برهانا على حبها سيفا صغيرا ولفافة خيط. عندما أجبر الأمير ثيسيوس مع رفاقه على الدخول إلى المتاهة، ترك بداية الخيط في مدخل المتاهة. ثم أخذ يرخي الخيط كلما سار إلى الأمام ممسكا بباقي لفافة الخيط في يده. بعد فترة، سمع صوت الوحش كأنه الرعد يقترب منه.
عندما ظهر الوحش أمامه، رمى ثيسيوس الخيط من يديه، وأمسك بالسيف الذي أعطته له أريادني. ثم هجم على الوحش، وأخذ يطعنه بكل قوة طعنات عديدة أضعفت الوحش بسبب كمية الدماء التي نزفت منه. ثم انقض ثيسيوس على الوحش ليقطع رأسه ويخلص البلاد من شره. بعد ذلك، تتبع ثيسيوس الخيط، وخرج بسلام من التيه، مع باقي رفاقه اللذين لم يصب أحد منهم بأذى.